# Gunosari
Gunosari is een bestuurslaag in het regentschap Bondowoso van de provincie Oost-Java, Indonesië. Gunosari telt 6232 inwoners (volkstelling 2010).